# 洛厄-里克尔斯霍夫
洛厄-里克尔斯霍夫（德語：Lohe-Rickelshof）是德国石勒苏益格－荷尔斯泰因州的一个市镇。总面积5.39平方公里，总人口2042人，其中男性968人，女性1074人（2011年12月31日），人口密度379人/平方公里。